# دکستر (فصل ۳)
فصل سوم سریال دکستر در ۲۸ سپتامبر ۲۰۰۸ آغاز و در ۱۴ دسامبر ۲۰۰۸ به پایان رسید. «پدرمون» که قسمت اول این فصل بود با ۱.۲۲ میلیون بیننده در آمریکا شروع این فصل را به بالاترین امتیاز برنامه‌های شبکه شوتایم تبدیل کرد. قسمت آخر نیز ۱.۵ میلیون بیننده داشت. هر قسمت از فصل سوم به صورت میانگین ۱.۱ میلیون بیننده را جذب کرد.

## داستان
در این فصل دکستر با فردی به نام میگل پرادو آشنا می‌شود. آشنایی این دو در پی قتل تصادفی برادر میگل توسط دکستر روی می‌دهد. میگل که دادستان شهر است، سعی دارد به نحوی دکستر را تحت نفوذ خود قرار دهد. اما تردید دکستر متوجه می‌شود غرایض شخصی هم در رفتار میگل مؤثر است. دکستر که سرانجام دوستی پیدا کرده که به او احساس نزدیکی می‌دهد حالا با احساسات متضادی روبه‌رو می‌شود. از سویی دیگر ریتا که از دکستر باردار شده تصمیم می‌گیرد فرزند خود را نگه دارد و سرانجام دکستر از او تقاضای ازدواج می‌کند. دبرا مورگان با یک جاسوس اداره پلیس روابطی عاطفی برقرار می‌کند. در پایان فصل دو دکستر قبل از ازدواج با ریتا مشکلات را حل می‌کند اما حالا یک مشکل دیگر در حال روییدن است. دبرا سعی می‌کند از گذشته پدرش با خبر شود. 

## بازیگران

### بازیگران اصلی
- مایکل سی هال در نقش دکستر مورگان
- جولی بنز در نقش ریتا بنت
- جنیفر کارپنتر در نقش دبرا مورگان
- سی اس لی در نقش وینس ماسوکا
- لورین ولز در نقش ماریا لاگوئرتا
- دیوید زایاس در نقش انجل باتیستا
- جیمز رمار در نقش هری مورگان

### بازیگران مهمان ویژه
- جیمی اسمیتس در نقش میگل پرادو

### بازیگران متناوب
- دزمند هرینگتون در نقش جویی کویین
- دیوید رمزی در نقش انتون بریجز
- ولری کروز در نقش سیلویا پرادو
- کریستین داتیلو در نقش باربارا جیاناپ
- جیسون مانوئل اولازابل در نقش رامون پرادو
- کریستینا رابینسون در نقش استر بنت
- پرستون بیلی در نقش کدی بنت